# Räknande
Att räkna är att beskriva ett antal med ett motsvarande naturligt tal. Att räkna förknippas ofta med att fastställa och uttrycka ett antal språkligt med hjälp av till exempel räkneord eller siffror. Räknande utgör grunden för beräkningar i aritmetik och annan matematik.
Olika räknemetoder som används i vardagen är till exempel huvudräkning, fingerräkning och överslagsräkning.

## Barns lärande
Barn börjar lära sig räkna i förskoleåldern. Vanligen börjar barn med att lära sig talserien från ett och uppåt som en räkneramsa, utan att egentligen förstå talens kardinalitet, för att senare förstå ordens betydelse och koppla samman dem med ett visst antal.
Barn med Downs syndrom har vanligen mycket svårt att förstå talens betydelse, även om de kan lära sig talserien utantill som en räkneramsa.

## Exklusiv och inklusiv räkning
Det har historiskt funnits två sätt att räkna antal utgående från något befintligt. Detta har ibland lett till missförstånd. När den julianska kalendern skulle införas med skottår vart fjärde år så tolkades detta inklusivt med resultat att de första skottåren istället infördes vart tredje år.  

### Exklusiv räkning
Detta är det vanliga sättet att idag räkna antalet tillkomna objekt. Vid exklusiv räkning exkluderar man de objekt som redan finns, och associerar talet 1 med det första nya objektet, talet 2 med det andra nya objektet, osv.  Med detta räknesätt kommer en onsdag alltid sju dagar efter föregående onsdag. 

### Inklusiv räkning
Inklusiv räkning var vanligt förekommande i historisk tid. Vid inklusiv räkning utgår man från det sista existerande objektet och associerar talet 1 med det. Det första nya objektet associeras med talet 2, osv. Med detta räknesätt kommer en onsdag alltid åtta dagar efter föregående onsdag. Rester av inklusiv räkning lever kvar inom vissa områden:
- Inklusiv räkning används för att namnge musikaliska intervall, där en prim innebär en skillnad på 0 tonsteg, en sekund 1 tonsteg, osv.
- Det gamla inklusiva uttrycket "åtta dagar måndag" motsvarar vårt moderna exklusiva uttryck "sju dagar efter måndag".